# Comuna Birkî, Zinkiv
Birkî (în ucraineană Бірки) este o comună în raionul Zinkiv, regiunea Poltava, Ucraina, formată din satele Birkî (reședința), Troianivka și Țvitove.

## Demografie
Componența lingvistică a comunei Birkî
     Ucraineană (96,9%)
     Rusă (2,86%)
     Alte limbi (0,08%)
Conform recensământului din 2001, majoritatea populației comunei Birkî era vorbitoare de ucraineană (96,9%), existând în minoritate și vorbitori de rusă (2,86%).